# زبدة الحلب في تاريخ حلب
زبدة الحلب في تاريخ حلب لابن العديم، هو ملخص لعمل آخر لهذا المؤلف بغية الطلب في تاريخ حلب. ورغم أن هذا الكتاب تاريخ محلي، إلا أنه يحتوي على معلومات قيمة عن هجمات الفرنجة على الشام، وخاصة مدينتي حلب وأنطاكية. وقد نُشرته دار الكتب العلمية، في بيروت في لبنان.